# جيمي هارت
جيمي هارت (31 ديسمبر 1975 في المملكة المتحدة - )  (بالإنجليزية: Jamie Hart)‏ هو لاعب كريكت بريطاني. لعب مع نادي مقاطعة نوتنغهامشير للكريكت ‏ وLeicestershire Cricket Board ‏.

## وصلات خارجية
- جيمي هارت على موقع إي آس بي آن كريك إنفو (الإنجليزية)